# Vasilij Safonov
Vasilij Iljitj Safonov, född 6 februari 1852 (25 januari enligt gamla stilen) i Isjtjorskaja, Kaukasus, död 27 februari 1918 i Kislovodsk, var en rysk dirigent och pianist.
Safonov var son till en kosackgeneral, utbildades till pianist av Theodor Leschetizky och Louis Brassin vid S:t Petersburgs konservatorium, var lärare vid detta 1880-1885 och därefter professor vid konservatoriet i Moskva samt från 1889 dess direktör. Han övertog 1890 dirigentskapet för Kejserliga ryska musiksällskapets i Moskva symfonikonserter och skördade som dirigent stora triumfer i Europas största musikstäder samt i New York. Han ledde 1910 en symfonikonsert på Kungliga operan i Stockholm och medverkade 1914 vid Baltiska utställningens i Malmö orkesterkonserter. Safonov utmärkte sig icke minst i frammanandet av rytmisk precision och livfullhet.
Bland hans elever märks Aleksandr Skrjabin, Josef Lhévinne och Nikolaj Medtner.